# Freur
I Freur sono stati un gruppo musicale britannico formatosi nel 1981 a Cardiff. Il gruppo era composto da Karl Hyde (voce, chitarre), Rick Smith (tastiere), Alfie Thomas (basso, tastiere), Bryn Burrows (percussioni) e John Warwicker (tastiere).

## Storia del gruppo
Messi sotto contratto dall'etichetta discografica CBS, hanno fatto il loro debutto discografico nel 1983 con la pubblicazione del disco Doot-Doot, promosso dai singoli Doot Doot, Matters of the Heart, Runaway e Riders in the Night. In particolare, con Doot Doot, singolo di buon successo, hanno partecipato in Italia alla nota manifestazione musicale Festivalbar nell'estate dello stesso anno. Sebbene le atmosfere e i testi delle loro canzoni fossero abbastanza seri e cupi, in realtà i componenti del gruppo amavano prendersi in giro e dare un'immagine ironica di se stessi, oltre a vestirsi in modo colorato e vistoso.
Nel 1986 è stato pubblicato il secondo disco del gruppo, intitolato Get Us Out of Here, promosso dai singoli The Devil and Darkness, Look in the Back for Answers e The Piano Song.
Nello stesso periodo hanno realizzato la colonna sonora del film Underworld. Nel 1987, in seguito all'uscita dalla formazione del tastierista Warwicker, il gruppo si è sciolto e i componenti rimasti hanno firmato un contratto con la Sire, riformando il gruppo con il nome Underworld, prendendo ispirazione dall'omonimo film. Il gruppo ha raggiunto l'apice del successo negli anni novanta, grazie al brano Born Slippy .NUXX, senza Bryn Burrows, che abbandonerà nel 1988, e Alfie Thomas, che pubblicherà con gli Underworld i primi due album ancora più vicini alla New wave music che alla house music che caratterizzerà gli altri album della band.

## Discografia

### Album
- 1983 - Doot-Doot
- 1986 - Get Us Out of Here

### Singoli
- 1983 - Doot-Doot
- 1984 - Runaway
- 1984 - Matters of the Heart
- 1984 - Riders in the Night
- 1985 - The Devil and Darkness
- 1985 - Look in the Back for Answers
- 1986 - The Piano Song

## Formazione
- Karl Hyde - voce, chitarre
- Richard David 'Rick' Smith - tastiere
- Alfred John 'Alfie' Thomas - basso, tastiere
- Bryn Burrows - tamburi
- John Warwicker - tastiere